# Wembou Matcheu Madjeu
Wembou Matcheu Madjeu, née le 14 janvier 1959 est une écrivaine, essayiste et philosophe camerounaise. 

## Biographie
Passionnée de littérature, Wembou Matcheu Madjeu crée en 1992 avec quelques amis l'Académie francophone. Présidente et directrice de communication de cette organisation, l'écrivaine est d'abord conférencière, formatrice en éducation et auteure d'ouvrages à contenu culturel africain.
Dans son premier roman Et Dieu créa les Africains, l'écrivaine raconte deux mille ans d'histoire et d'Afrique avant la rencontre avec l'Occident, de même qu'elle fait découvrir la poésie et la philosophie de l'Afrique antique. Quelques années plus tard, en 2014, Wembou Matcheu Madjeu écrit L'énigme d'une ombre. Ce roman raconte la lutte entre les traditions bamilékés et le modernisme. Pour l'autrice, l'éducation d'un être humain est importante car, elle est fondatrice de ses valeurs. Dans ce roman, l'écrivaine dénonce la crise des valeurs transmissibles par l'éducation.

## Publications
- L'Enigme de l'ombre, Académie francophone, 2014
- Et Dieu créa les Africains, Académie francophone, 2003